# Ernest Gimson

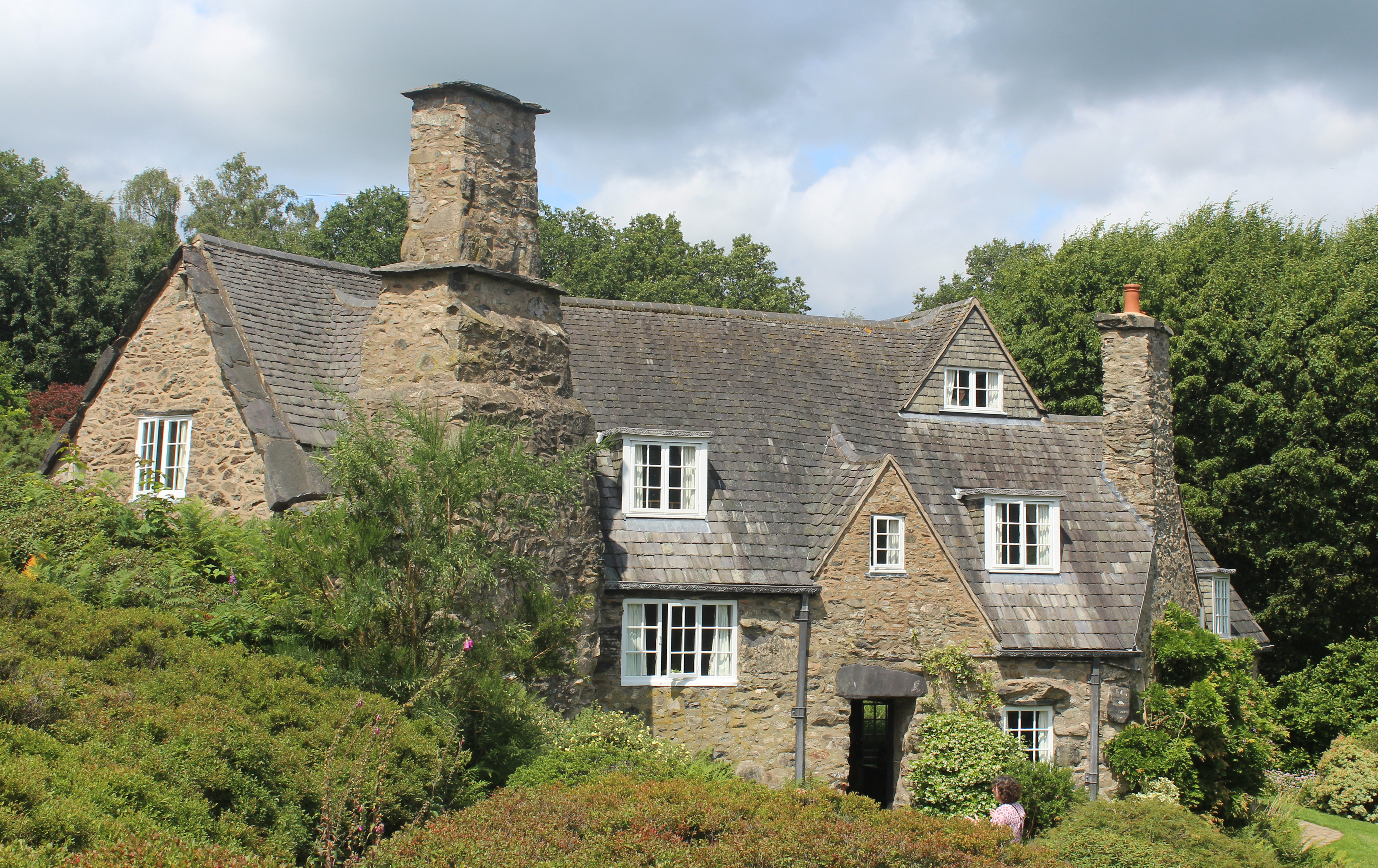
Stoneywell, ett hus designat och byggt av Gimson, färdigställt 1899

Ernest William Gimson, född 21 december 1864, död 12 augusti 1919, var en brittisk möbelarkitekt.
Gimson arbetade i William Morris efterföljd som en skicklig möbelsnickare men var samtidigt en förnyare av formgivningen som fick betydelse för funktionalismen. Han skapade möbler med raka enkla linjer, ofta med influenser från äldre möbeltyper. Han dekorerade ofta ytan med inläggningar av olikfärgat trä, elfenben, pärlemor, tenn eller liknande.